# Медаль Яна Амоса Коменского
В истории Чешской республики было выпущено несколько серий медалей Яна Амоса Коменского.

## История
В 1953 году правительством Чехословакии была выпущена серия медалей с изображением профиля великого чешского педагога. 
Другая серия медалей, приуроченная к 400-летнему юбилею со дня рождения Яна Амоса Коменского, появилась в 1992 году и вручалась по инициативе:
- Министерства национального образования, молодёжи и спорта Чешской Республики и ЮНЕСКО (вручено 500 медалей);[1]
- Протестантской деноминации Чешские братья (вручено 100 медалей);
- Музея Яна Амоса Коменского в городе Угерски Брод (чеш. Uherský Brod);
- Педагогического музея Яна Амоса Коменского.

## Правила награждения
Медаль 1992 года выпуска, одна из самых престижных наград ЮНЕСКО, присуждается в знак признания работы тех педагогов, которые внесли значительный вклад в развитие или обновление образования. Точнее, она предназначена для поощрения выдающихся достижений в области педагогических исследований и инноваций, примеров исключительной личной преданности к образованию и идеалов ЮНЕСКО.
В соответствии со своим Уставом
, медаль вручается на каждой сессии Международной конференции по образованию (МКО) или во время других важных событий ЮНЕСКО не более десяти лауреатам. Она может быть вручена отдельным педагогам (учёным, преподавателям, руководителям образовательных проектов); или группам педагогов (научно-исследовательские группам, подразделениям разработки учебных программ и т. д.) Кандидаты определяются через национальные комиссии по делам ЮНЕСКО, организации региональных отделениях и других специализированных учебных заведений, а также соответствующие неправительственные организации.
С момента создания, около шестидесяти педагогов стали лауреатами медали или получили почётное звание.

## Награждённые медалью Яна Амоса Коменского
- Амбарцумян, Сергей Александрович
- Волков, Геннадий Никандрович
- Волгоградский государственный педагогический университет (награждён в 1976)
- Московский Институт Медико-Социальной Реабилитологии (награждён в 2007)[3]
- Прохоровская гимназия (1999)